# Coppa Italia 2019-2020 (calcio a 5 femminile)
La Coppa Italia 2019-2020 è stata la 19ª edizione della manifestazione. La competizione si sarebbe dovuta giocare dal 27 al 29 marzo 2020 a Cesena, nel Carisport e a Faenza, nel PalaCattani, ma è stata interrotta dalla pandemia di COVID-19 del 2020, annullando così l'assegnazione del titolo.

## Formula
Il torneo si svolge con gare a eliminazione diretta di sola andata. La formula prevede che nei quarti e nelle semifinali, in caso di parità dopo i tempi regolamentari, la vittoria sia determinata direttamente dai tiri di rigore. Nella finale, in caso di parità dopo 40', si svolgono due tempi supplementari di 5 minuti ciascuno. In caso di ulteriore parità al termine degli stessi, la vincitrice è determinata mediante i tiri di rigore. Il regolamento sarà definito tramite specifico comunicato ufficiale.

## Squadre qualificate
Sono iscritte d'ufficio le società classificatesi ai primi otto posti del girone di andata del campionato nazionale di Serie A. Il detentore del trofeo è il Kick Off.
| Gruppo A | Gruppo A    | Gruppo B | Gruppo B  |
| 1        | Real Statte | 5        | Cagliari  |
| 2        | Salinis     | 6        | Kick Off  |
| 3        | Pescara     | 7        | Lazio     |
| 4        | Falconara   | 8        | Bisceglie |

## Fase finale

### Tabellone
|  | Quarti di finale | Quarti di finale | Quarti di finale |  |  | Semifinali | Semifinali | Semifinali |  |  | Finale | Finale | Finale |  |
|  |                  |                  |                  |  |  |            |            |            |  |  |        |        |        |  |
|  |                  |                  |                  |  |  |            |            |            |  |  |        |        |        |  |
|  |                  |                  |                  |  |  |            |            |            |  |  |        |        |        |  |
|  |                  |                  |                  |  |  |            |            |            |  |  |        |        |        |  |
|  |                  |                  |                  |  |  |            |            |            |  |  |        |        |        |  |
|  |                  |                  |                  |  |  |            |            |            |  |  |        |        |        |  |
|  |                  |                  |                  |  |  |            |            |            |  |  |        |        |        |  |
|  |                  |                  |                  |  |  |            |            |            |  |  |        |        |        |  |
|  |                  |                  |                  |  |  |            |            |            |  |  |        |        |        |  |
|  |                  |                  |                  |  |  |            |            |            |  |  |        |        |        |  |
|  |                  |                  |                  |  |  |            |            |            |  |  |        |        |        |  |
|  |                  |                  |                  |  |  |            |            |            |  |  |        |        |        |  |
|  |                  |                  |                  |  |  |            |            |            |  |  |        |        |        |  |
|  |                  |                  |                  |  |  |            |            |            |  |  |        |        |        |  |
|  |                  |                  |                  |  |  |            |            |            |  |  |        |        |        |  |
|  |                  |                  |                  |  |  |            |            |            |  |  |        |        |        |  |
|  |                  |                  |                  |  |  |            |            |            |  |  |        |        |        |  |
|  |                  |                  |                  |  |  |            |            |            |  |  |        |        |        |  |
|  |                  |                  |                  |  |  |            |            |            |  |  |        |        |        |  |
|  |                  |                  |                  |  |  |            |            |            |  |  |        |        |        |  |
|  |                  |                  |                  |  |  |            |            |            |  |  |        |        |        |  |
|  |                  |                  |                  |  |  |            |            |            |  |  |        |        |        |  |

### Quarti di finale
| Cesena 27 marzo 2020, ore 10:00 CET |  | – |  | Carisport |

| Cesena 27 marzo 2020, ore 12:30 CET |  | – |  | Carisport |

| Cesena 27 marzo 2020, ore 15:00 CET |  | – |  | Carisport |

| Cesena 27 marzo 2020, ore 17:30 CET |  | – |  | Carisport |

### Semifinali
| Faenza 28 marzo 2020, ore 10:00 CET |  | – |  | PalaCattani |

| Faenza 28 marzo 2020, ore 12:30 CET |  | – |  | PalaCattani |

### Finale
| Faenza 29 marzo 2020, ore 16:00 CEST |  | – |  | PalaCattani |